# Елизаветовка (посёлок, Приморский район)
Елизаве́товка (укр. Єлизаветівка) — посёлок,
Елизаветовский сельский совет,
Приморский район,
Запорожская область,
Украина.
Код КОАТУУ — 2324881301. Население по переписи 2001 года составляло 295 человек.
Является административным центром Елизаветовского сельского совета, в который, кроме того, входят сёла
Елизаветовка и
Подгорное.

## Географическое положение
Посёлок Елизаветовка находится на расстоянии в 1 км от села Елизаветовка.
Через посёлок проходит железная дорога, станция Елизаветовка.

## История
- 1898 год — дата основания.

## Экономика
- «Елизаветовский элеватор», АО.

## Объекты социальной сферы
- Школа [2].
- Детский сад.
- Клуб.
- Фельдшерско-акушерский пункт.